# Petrovski Park
Petrovski Park (Russisch: Петровский парк ) is een station aan de Grote Ringlijn van de Moskouse metro. Het station ligt tussen het Dinamostadion aan de zuidzijde en het Petrovskipark rond het Petrov paleis aan de noordzijde, het is de bedoeling om op het station een kantorencomplex te bouwen dat samen met de verbouwing van het stadion wordt gerealiseerd. Het station zou in 2016 worden geopend als onderdeel van de eerste fase van de Grote Ringlijn, maar is uiteindelijk pas op 26 februari 2018 in gebruik genomen. Zolang het traject van lijn 8 onder de binnenstad nog niet is voltooid wordt het station zowel door de Grote Ringlijn (11) als de Solntsevskaja-radius (8a) bediend. Tot 24 december 2018 was het station het noordelijke eindpunt van beide lijnen, sindsdien rijden de treinen door tot Savjolovskaja. Via metrostation Dinamo is er een overstap op lijn 2.

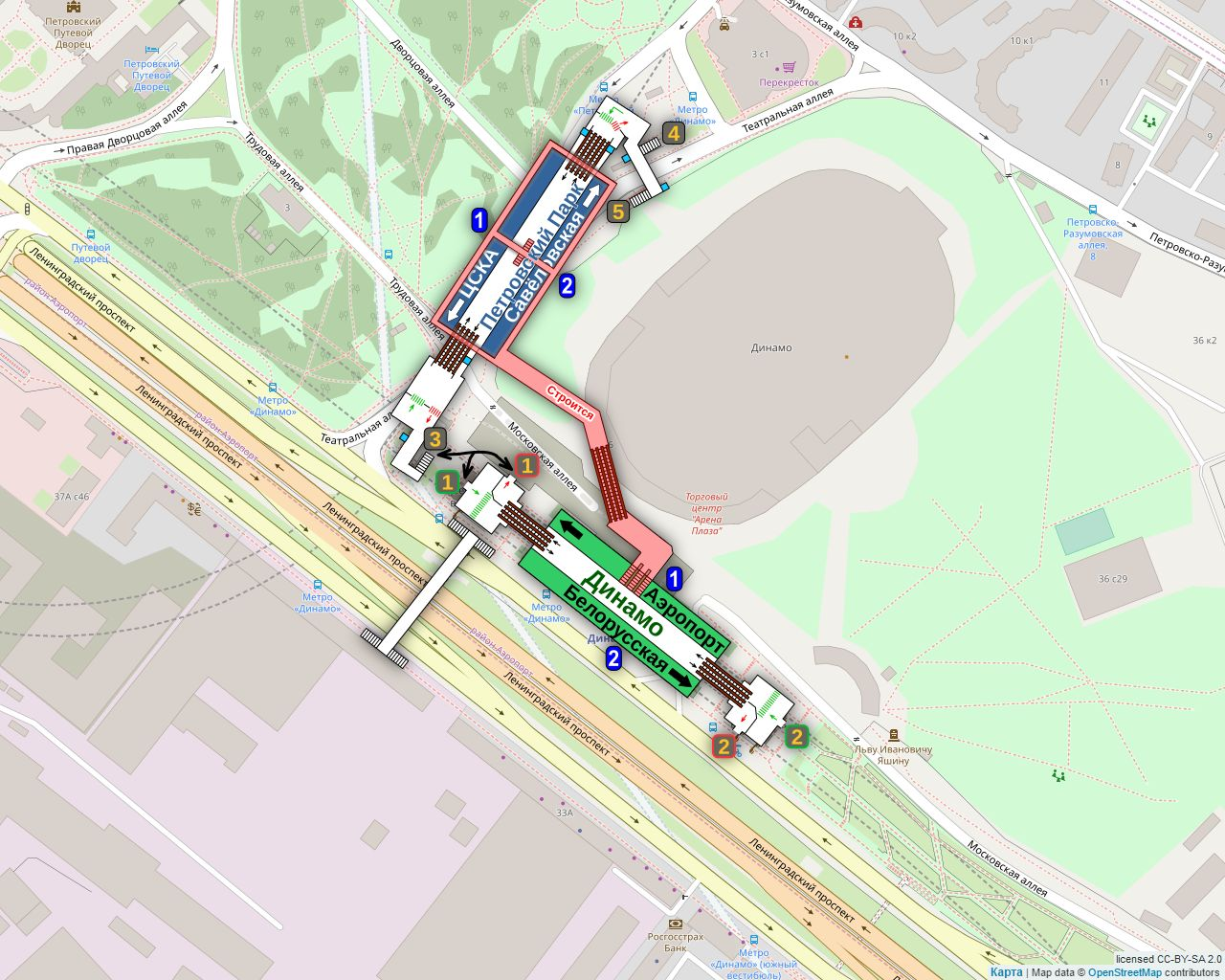
De ligging van de stations met overstapverbindingen
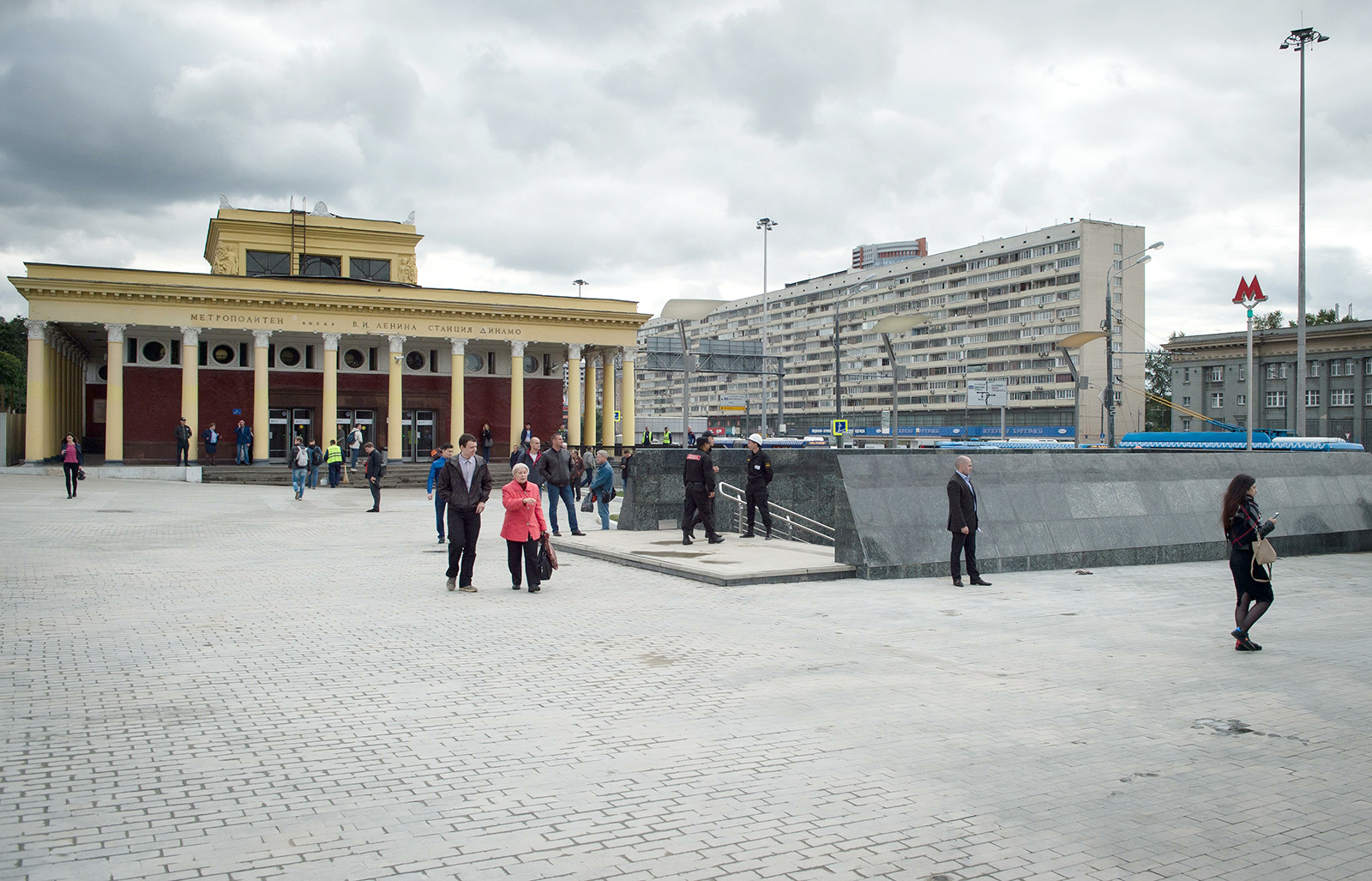
De ingang van Petrovski Park voor het stationsgebouw van Dinamo